# Stark County, Ohio
Stark County är ett administrativt område i delstaten Ohio, USA, med 375 586 invånare. Den administrativa huvudorten (county seat) är Canton. 

## Geografi
Enligt United States Census Bureau så har countyt en total area på 1 505 km². 1 493 km² av den arean är land och 12 km² är vatten.      

### Angränsande countyn
- Portage County - norr
- Mahoning County - nordost
- Columbiana County - öst
- Carroll County - sydost
- Tuscarawas County - söder
- Holmes County - sydväst
- Wayne County - väst
- Summit County - nordväst

### Orter
- Hills and Dales